# Mangora brokopondo
Mangora brokopondo là một loài nhện trong họ Araneidae.
Loài này thuộc chi Mangora. Mangora brokopondo được Herbert Walter Levi miêu tả năm 2007.